# Vườn quốc gia South Downs
Vườn quốc gia South Downs nằm tại miền nam nước Anh. Đây là vườn quốc gia mới được thành lập và hoạt động đầy đủ từ ngày 1 tháng 4 năm 2011. Nó có diện tích 1.627 km vuông (628 sq mi), trải dài 140 km (87 dặm) từ Winchester ở phía tây đến Eastbourne ở phía đông, thông qua các hạt Hampshire, Tây và Đông Sussex. Ngoài các sườn núi đá phấn của South Downs, nơi đây còn nổi tiếng với cảnh quan vách đá trắng phấn mang tính biểu tượng của Beachy Head, cùng rất nhiều sa thạch, rừng cây cối rậm rạp và đồi đất sét.

## Lịch sử
Ý tưởng về việc thành lập vườn quốc gia South Downs có từ những năm 1920, Khi công chúng quan tâm ngày càng nhiều về các mối đe dọa đối với môi trường tuyệt đẹp ở Downland, đặc biệt là tác động của phát triển nhà ở, đầu cơ bừa bãi tại phía đông Sussex Downs (Peacehaven là một ví dụ nổi tiếng cho điều này). Vào năm 1929, Hội đồng Bảo tồn Nông thôn Anh gửi một yêu cầu tới Thủ tướng Chính phủ để đôn đốc trường hợp thành lập các vườn quốc gia, để đưa một phần South Downs trở thành vườn quốc gia cần được bảo vệ.